# Литовско-японские отношения
Литовско-японские отношения — двусторонние международные отношения между Литвой и Японией. У Японии есть посольство в Вильнюсе. У Литвы есть посольство в Токио.
В феврале 1992 года Посольство Японии в Литве было создано в Дании, а в январе 1997 года перемещено в Вильнюс. В июне 1998 года в Токио было создано Посольство Литвы в Японии.
Послом Японии в Литве является Сиро Ямасаки, послом Литвы в Японии — Гедиминас Варвуолис.

## История
3 января 1919 года, дата когда Япония де-факто признала Литву, считается началом двусторонних отношений. 5 февраля 1929 года между Японией и Литвой было подписано соглашение, предусматривающее отмену виз, а в 1930 году было подписано соглашение «О торговле и снабжению». 23 ноября 1939 года было создано консульство Японии, которое возглавлял вице-консул Тиуне Сугихара.
В течение Второй мировой войны, в 1940 году, Сугихара помог бегству еврейских беженцев, выдав им транзитные визы в Каунасе. Cугихара на тот момент был вице-консулом японской дипломатической миссии и проигнорировал инструкции правительства Японии относительно выдачи транзитных разрешений в Японию еврейским семьям, которые бежали из Польши в разгар захвата её нацистами. В результате этого поступка было спасено до 10 тыс. беженцев.

## Современные отношения
Существует значительное и сильное партнёрство между городами Кудзи и Клайпеда, начатое в 1989 году.
Япония признала Литву 6 сентября 1991 года, через месяц были восстановлены дипломатические отношения между этими странами. В 1997 году в Вильнюсе было создано посольство Японии, а в 1998 году в Токио — посольство Литвы.
В 2007 году император и императрица Японии Акихито и Митико совершили официальный визит в Литву.
В 2016 году Япония и Литва согласились на сотрудничество в области ядерной безопасности.

## Ссылка
- (лит.)(яп.)(англ.) Посольство Литвы в Японии
- (англ.)(яп.)(лит.) Посольство Японии в Литве